# 6e compagnie de commandement et de transmissions de marine
La 6e compagnie de commandement et de transmissions de Marine ({6e CCTMa) est une unité de l'Armée de terre française. Elle fait partie de la 6e brigade légère blindée.
La compagnie est stationnée à Nîmes avec l'état-major de la 6e brigade légère blindée au sein de la caserne colonel de Chabrières.
Ex-6e compagnie de transmissions divisionnaire du 6e régiment de commandement et de soutien de Nîmes, elle devient la 6e compagnie de commandement et de transmissions en 1999 puis prend l'appellation de 6e compagnie de commandement et de transmissions de marine (6e CCTMa) en 2022. Elle est l'héritière des traditions du corps des télégraphistes coloniaux au même titre que la 9e CCTMa.

## L'unité aujourd'hui

### Organisation
La 6e BLB, également appelée "brigade des coups durs et des identités fortes" forte de près de 9 500 militaires d'active et de réserve, marsouins, légionnaires et spahis, est aujourd'hui l'une des deux brigades médianes de l'Armée de Terre spécialisées dans les opérations amphibies et aguerries aux ouvertures de théâtres d'opération.
C'est dans en son sein et dans un esprit tourné vers l'engagement opérationnel que la 6e CCTMa prend sa place. Forte de plus de 120 militaires d'active, elle s'articule aujourd’hui autours de trois sections de postes de commandement et d'une section de soutien de quartier général. Elle concentre ainsi des spécialités très variées dans les domaines des systèmes d'information et de communication, de la logistique, de la mécanique et de l’électrotechnique.

### Missions
La mission principale de la 6e CCTMa est la mise en œuvre de l'appui au commandement du général commandant la brigade et de son état-major. À ce titre :
- elle déploie et met en œuvre les moyens de transmissions des postes de commandement de la brigade ;
- elle assure le soutien logistique du quartier général.

En point dans la numérisation de l'espace de bataille depuis 2006, l'unité est aujourd'hui pleinement engagée dans l'expérimentation des outils de connectivité et d'info-valorisation du système SCORPION.
Spécialisée dans le domaine des opérations militaires amphibies, elle dispose de l'expertise des engagements et des changements de milieux entre terre et mer.

## Traditions

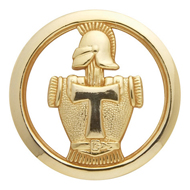
Insigne de béret des transmissions, utilisé jusqu'en 2022 et remplacé par l'ancre d'or des Troupes de Marine.

## Liste des commandants d'unité

### 31ecompagniede commandement et de transmissions
- 1981-1984 : CNE GUIDONI

### 6ecompagniede transmissions divisionnaire
- 1984-1986 : CNE L'AFFETER
- 1986-1988 : CNE LEBRAUD
- 1988-1990 : CNE ARBARETRIER
- 1990-1992 : CNE TRILLON
- 1992-1994 : CNE LEBLANC
- 1994-1996 : CNE RUDKIEWICZ
- 1996-1998 : CNE BARTHELEMY
- 1998-1999 : CNE FARGETTE

### 6ecompagniede commandement et de transmissions
- 1999-2000 : CNE FARGETTE
- 2000-2001 : CNE HURET
- 2001-2003 : CNE DOIGNEAUX
- 2003-2005 : CNE Y BIOH KNUL
- 2005-2007 : CNE RENAULT
- 2007-2009 : CNE LE DIRAISON
- 2009-2011 : CNE FUMEY
- 2011-2013 : CNE LAFAY
- 2013-2015 : CNE VARIN
- 2015-2017 : CNE VISEUX
- 2017-2019 : CNE FONTAINE
- 2019-2021 : CNE CONDETTE
- 2021-2022 : CNE BERTHELOT

### 6ecompagniede commandement et de transmissions de Marine
- 2022-2023 : CNE BERTHELOT
- 2023- : CNE SIMONNET